# Den inre kretsen
Den inre kretsen (engelska: School Ties) är en amerikansk långfilm från 1992 i regi av Robert Mandel, med Brendan Fraser, Matt Damon, Chris O'Donnell och Randall Batinkoff i rollerna.

## Handling
David Greene (Brendan Fraser) är en lovande ung quarterback. Han får ett stipendium till en fin skola i Massachusetts. Men det finns ett problem; Greene är jude. Skolans ledning ber honom hålla tyst om sin religion. När den avundsjuka Charlie Dillon (Matt Damon) avslöjar Greenes hemlighet får han möta en stark antisemitism från skolans elever och lärare.

## Rollista
| Brendan Fraser    | – David Greene            |
| Matt Damon        | – Charlie Dillon          |
| Chris O'Donnell   | – Chris Reece             |
| Randall Batinkoff | – Rip Van Kelt            |
| Andrew Lowery     | – 'Mack' McGivern         |
| Cole Hauser       | – Jack Connors            |
| Ben Affleck       | – Chesty Smith            |
| Anthony Rapp      | – Richard 'McGoo' Collins |
| Amy Locane        | – Sally Wheeler           |
| Peter Donat       | – Headmaster Dr. Bartram  |
| Željko Ivanek     | – Mr. Cleary              |
| Kevin Tighe       | – Coach McDevitt          |
| Michael Higgins   | – Mr. Gierasch            |
| Ed Lauter         | – Alan Greene             |
| Peter McRobbie    | – Chaplain                |

## Produktion
Filmen spelades in på flera platser i Massachusetts.

## Mottagande
Filmen har överlag fått positiv kritik, på Rotten Tomatoes är 68% av recensionerna positiva. Filmkritikern Roger Ebert ansåg att filmen behandlade ämnet på ett effektivt sätt och att Frasers huvudroll gjorde att filmen fungerade.